# The Associates
A The Associates skót post-punk/újhullámos/szintipop/experimental pop együttes volt, amely 1979-ben alakult Dundee-ban Mental Torture néven, és 1990-ben oszlott fel. 1993-ban Billy Mackenzie énekes és Alan Rankine gitáros-billentyűs újból együtt dolgoztak, ezáltal elterjedt a pletyka, hogy az együttes visszatér. Azonban Mackenzie nem teljesen értett egyet az újraalakulással és a koncertezéssel, ennek hatására 1993-ban véglegesen feloszlottak. Mackenzie ezután szólókarriert folytatott, majd 1997-ben öngyilkos lett, anyja halála után. Legismertebb albumuk az 1982-es Sulk, amely bekerült az 1001 lemez, amelyet hallanod kell, mielőtt meghalsz című könyvbe.

## Tagok
- Billy Mackenzie - ének (1979-1990, 1993)
- Alan Rankine - gitár, billentyűsök (1979-1982, 1993)
- John Sweeney - dobok (1979-1980)
- John Murphy - dobok (1980-1981)
- Michael Dempsey - basszusgitár (1980-1982)
- Steve Goulding - dobok (1982-1983)
- Martha Ladly - billentyűsök, ének (1982)
- Steve Lowe - gitár (koncerteken, 1982)
- Ian McIntosh - gitár (1982-1985)
- Steve Reid - gitár (1982-1984)
- Roberto Soave - basszusgitár (1983-1985)
- Jim Russell - dob (1984)
- Howard Hughes - billentyűsök (koncerteken, 1984-1990)
- Moritz van Oswald - dob, ütős hangszerek (1985-1990)

## Diszkográfia
- The Affectionate Punch (1980)
- Sulk (1982)
- Perhaps (1985)
- Wild and Lonely (1990)
- The Glamour Chase (2002, posztumusz kiadás)